# Volume corrente
O volume corrente é o volume pulmonar que representa o volume normal do ar circulado entre uma inalação e exalação normal, sem um esforço suplementar. O valor do volume corrente de um adulto saudável é de aproximadamente 500 ml por inspiração ou 7 ml/kg de massa corporal.